# Canadian Open 1983
Die Canada Open 1983 im Badminton fanden vom 2. bis zum 5. November 1983 in Ottawa, Kanada, statt. Die Wertung des Turniers war Kategorie 4, was die niedrigste Einstufung im World Badminton Grand Prix 1983 war.

## Sieger und Platzierte
| Disziplin    | Sieger                       | Zweiter                            | Halbfinalisten                    |
| ------------ | ---------------------------- | ---------------------------------- | --------------------------------- |
| Herreneinzel | Misbun Sidek                 | Jens Peter Nierhoff                | Steve Baddeley                    |
| Herreneinzel | Misbun Sidek                 | Jens Peter Nierhoff                | Nick Yates                        |
| Dameneinzel  | Kirsten Larsen               | Denyse Julien                      | Karen Beckman                     |
| Dameneinzel  | Kirsten Larsen               | Denyse Julien                      | Sally Podger                      |
| Herrendoppel | Jalani Sidek Razif Sidek     | Bob MacDougall Mark Freitag        | Steve Baddeley Nick Yates         |
| Herrendoppel | Jalani Sidek Razif Sidek     | Bob MacDougall Mark Freitag        | Torbjörn Pettersson Lars Wengberg |
| Damendoppel  | Karen Beckman Sally Podger   | Claire Backhouse Johanne Falardeau | Denyse Julien Linda Cloutier      |
| Damendoppel  | Karen Beckman Sally Podger   | Claire Backhouse Johanne Falardeau | Wendy Carter Sandra Skillings     |
| Mixed        | Mike Butler Claire Backhouse | Lars Wengberg Johanne Falardeau    | Mark Freitag Linda Cloutier       |
| Mixed        | Mike Butler Claire Backhouse | Lars Wengberg Johanne Falardeau    | Bob MacDougall Denyse Julien      |

## Finalresultate
| Disziplin    | Sieger                       | Finalist                           | Ergebnis            |
| ------------ | ---------------------------- | ---------------------------------- | ------------------- |
| Herreneinzel | Misbun Sidek                 | Jens Peter Nierhoff                | 15:6, 11:15, 15:12  |
| Dameneinzel  | Kirsten Larsen               | Denyse Julien                      | 11:1, 11:1          |
| Herrendoppel | Jalani Sidek Razif Sidek     | Bob MacDougall Mark Freitag        | 15:3, 15:4          |
| Damendoppel  | Karen Beckman Sally Podger   | Claire Backhouse Johanne Falardeau | 18:14, 10:15, 15:4  |
| Mixed        | Mike Butler Claire Backhouse | Lars Wengberg Johanne Falardeau    | 14:18, 15:10, 17:15 |